# Gianpaolo Bellini
Gianpaolo Bellini (Sarnico, 27 de março de 1980) é um ex-futebolista italiano que jogava como lateral esquerdo. Atuando como profissional apenas na Atalanta.

## Carreira
Em toda sua carreira, Bellini defendeu apenas um clube, a Atalanta, sendo promovido ao elenco principal em 1998 e estreando como profissional em abril de 1999, contra o Verona, pela Série B. Com 435 jogos (398 pelas séries A e B do Campeonato Italiano e 37 pela Copa da Itália), conquistou os campeonatos da série B italiana em 2005-06 e 2010-11, é o recordista de jogos pela Atalanta, tendo marcado 12 gols. Com a suspensão de Cristiano Doni por envolvimento em apostas ilegais em 2011, tornou-se o novo capitão da equipe. Encerrou a carreira em 8 de maio de 2016, aos 36 anos, no jogo contra a Udinese, tendo inclusive marcado o gol dos nerazzurri, de pênalti. Ao dar lugar ao zagueiro Rafael Tolói, foi ovacionado pela torcida da Atalanta.
Jogou também pela Seleção Italiana sub-21, entre 2000 e 2002, atuando em 15 partidas.